# Dzihunia
Dzihunia es un género de peces teleóstedos de la familia de las Nemacheilidae y del orden de los Cypriniformes. 

## Lista de especies
Según FishBase                                            (17 de julio de 2015):
- Dzihunia amudarjensis (Rass, 1929)
- Dzihunia ilan (Turdakov, 1936)
- Dzihunia pseudoamudarjensis Sheraliev & Kayumova, 2024[2]
- Dzihunia turdakovi Prokófiev, 2003